# دیک‌یاماچ (آرهاوی)
دیک‌یاماچ (به ترکی استانبولی: Dikyamaç) یک منطقهٔ مسکونی در ترکیه است که در آرهاوی واقع شده‌است. دیک‌یاماچ ۹۳ نفر جمعیت دارد.